# Yunganastes pluvicanorus
Yunganastes pluvicanorus is een kikker uit de familie Strabomantidae. De wetenschappelijke naam van de soort werd beschreven in 1997 door De La Riva & Lynch. De soort komt voor in Bolivia op een hoogte van 2000 tot 2500 meter boven het zeeniveau.